# Psydrax pergracilis
Psydrax pergracilis là một loài thực vật có hoa trong họ Thiến thảo. Loài này được (Bourd.) Ridsdale miêu tả khoa học đầu tiên năm 1996.